# Straßenbahn Teplice

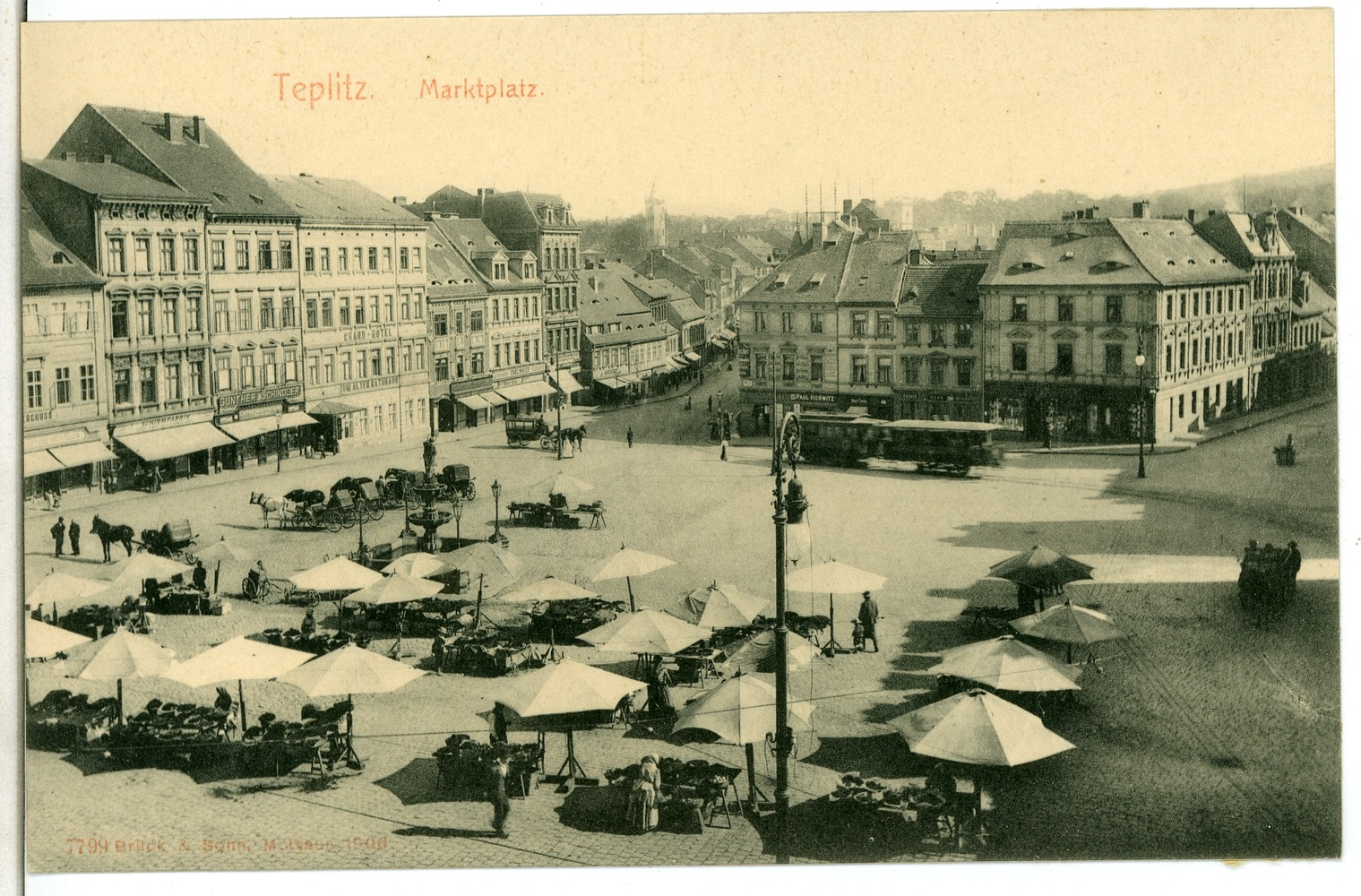
Auf dem Teplitzer Marktplatz beschrieb die Strecke eine weite Schleife. Der aus Trieb- und Beiwagen gebildete Zug verkehrt in Richtung Bahnhof Schloßgarten (1906)

Die Straßenbahn Teplice war ein meterspuriger Straßenbahnbetrieb im heutigen Tschechien. Das Netz erschloss die Stadt Teplice (Teplitz-Schönau) mit ihren Vororten und führte darüber hinaus bis nach Dubí (Eichwald) am Fuß des Erzgebirges. 1959 wurde der Straßenbahnbetrieb zugunsten eines Oberleitungsbusnetzes eingestellt.

## Geschichte

### Vorgeschichte und Bau
Die Initiative zum Bau einer elektrischen Kleinbahn kam von Alfons Graf Clary-Aldringen, der 1891 die Genehmigung zum Bau einer Strecke von Teplitz-Schönau  zum Kurbad in  Eichwald beantragte. Bereits am 22. Dezember 1891 bewilligte das k.k. Eisenbahnministerium in Wien die technischen Vorarbeiten für das Projekt. Als Betreiber der geplanten Strecke konstituierte sich die Teplitzer Elektrizitäts- und Kleinbahngesellschaft (TEKG) mit Sitz in Turn, die am 13. Juli 1893 mit der Stadt Teplitz-Schönau einen Vertrag zum Bau des Kraftwerkes und der Strecke abschloss. Für den Bau der Strecke mit allen technischen Einrichtungen wurde die Firma Lindheim & Comp. mit Sitz in Wien beauftragt. Am 1. September 1893 wurde der Grundstein für die Wagenremise und das Kraftwerk an der Neumühle in Turn gelegt.
Die Konzession „zum Baue und Betriebe einer mit elektrischer Kraft zu betreibenden schmalspurigen Kleinbahn von Teplitz nach Eichwald“ erhielten die Internationale Elektrizitätsgesellschaft und die Firma W. Lindheim & Comp. am 28. Februar 1895. Teil der Konzession war die Verpflichtung, den Bau der Strecke nach Erhalt der Baugenehmigung sofort zu beginnen und binnen ein und einem halben Jahre fertigzustellen. Die Konzessionsdauer war auf 60 Jahre bis zum 28. Februar 1955 festgesetzt.
Am 25. Juli 1895 wurde auf dem ersten, nur 500 Meter langen Teilstück vom Schulplatz bis zum Bahnhof der Aussig-Teplitzer Eisenbahn (ATE) ein Probebetrieb aufgenommen. Bis Oktober 1895 war die gesamte Strecke bis Eichwald fertiggestellt. Sie war fast durchweg eingleisig in Straßenseitenlage mit Ausweichen ausgeführt, lediglich in Zuckmantel und kurz vor dem Endpunkt in Eichwald gab es kurze Abschnitte auf eigenem Bahnkörper. Die Konzession für die Nebenlinie „vom Schulplatze durch die Königs-, die Mühl- und die Pragerstraße zur Gasanstalt in Teplitz“ erhielt die TEKG nachträglich am 23. März 1897.
Eröffnungsdaten:
- 25. Juli 1895: Schulplatz–Bahnhof ATE (Probebetrieb)
- 7. August 1895: Bahnhof ATE–Neumühle (Personenverkehr Schulplatz–Turner Park, Betriebsstrecke zur Remise)
- 14. Oktober 1895: Neumühle–Ober-Eichwald (Teplitz Schulplatz–Ober-Eichwald zusammen: 8,205 km)
- 25. Dezember 1896: Schulplatz–Schloßplatz (0,716 km)

Am 16. September 1898 erhielt die TEKG zudem noch die Konzession für die Fortsetzung der Strecke bis zum Bahnhof Schloßgarten der Nordböhmischen Transversalbahn (Teplitz–Reichenberg), die bereits am 1. Dezember 1897 mit einer Baulänge von 1010 Metern in Betrieb gegangen war.

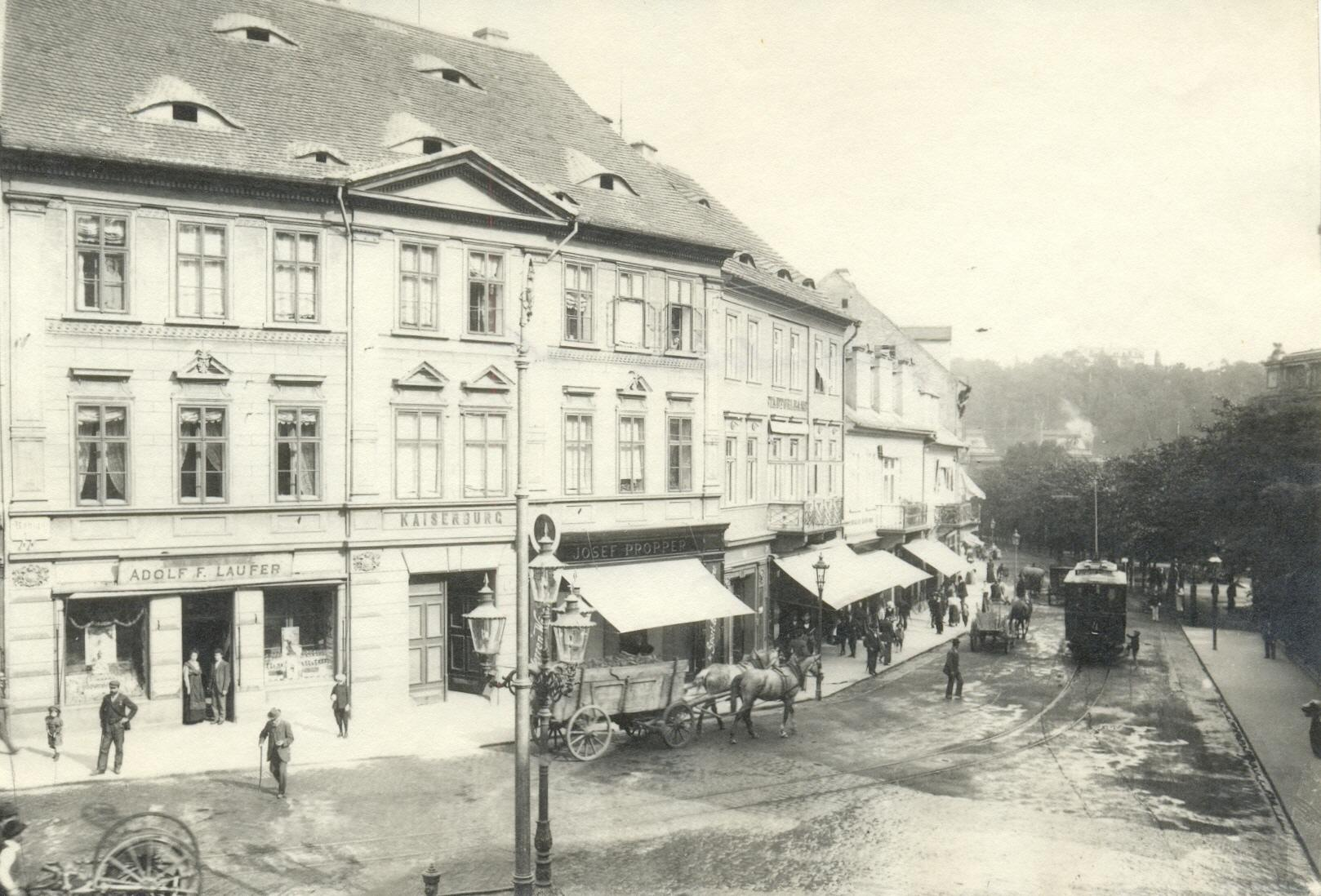
An der Endstelle Stephansplatz wartet ein Wagen auf die Abfahrt Richtung Schulplatz (1902)

Am 6. August 1900 nahm die TEKG den ersten Abschnitt der innerstädtischen Linie nach Schönau in Betrieb. Die nur 600 Meter lange Strecke erhielt am Endpunkt Stephansplatz ein 53 Meter langes Zweiggleis zum dortigen Hauptpostamt. Fortan wurde auch der Postverkehr von und zum Bahnhof als auch zu den Postämtern in  Weißkirchlitz, Zuckmantel, Tischau und Eichwald mit der Straßenbahn abgewickelt.
Am 17. Dezember 1911 kam es zu einem schweren Unfall in Ober-Eichwald, bei dem 18 Fahrgäste schwer verletzt wurden. Bei einem talwärts fahrenden, aus Trieb- und Beiwagen bestehenden Zug versagten die Bremsen in einem Gefälleabschnitt mit 66 Promille Neigung. In einem engen Gleisbogen stürzte der mit überhöhter Geschwindigkeit rollende Zug um. Das k.k. Eisenbahnministerium in Wien schrieb fortan die Ausrüstung der Fahrzeuge mit Druckluftbremse vor.
Ab 1. Juli 1913 hatte das Netz seine größte Ausdehnung erreicht. Die Schönauer Strecke wurde als Halbring bis zur Parkstraße verlängert, die Strecke zum Bahnhof Schloßgarten erhielt einen Abzweig vom Marienhof zum Bahnhof Settenz. Damit wurden nun zwei Linien bedient: Bahnhof Settenz–Postplatz–Bahnhof–Parkstraße–Ober-Eichwald und Schulplatz–Postplatz–Prager Straße–Parkstraße. Der kurze Abschnitt vom Marienhof zum Bahnhof Schloßgarten wurde nunmehr nur noch mit einem Pendelwagen im Anschluss zu den Zügen der ATE befahren.

### Betrieb
Nach dem Zerfall Österreich-Ungarns infolge des Ersten Weltkrieges lag Teplitz-Schönau auf dem Gebiet des neugegründeten Staates Tschechoslowakei. Für den Bahnbetrieb bedeutete das die Einführung konsequenter Zweisprachigkeit, wobei die tschechische Sprache an erster Stelle stehen musste. So wurden etwa die Zielschilder an den Straßenbahnzügen entsprechend ergänzt. Die TEKG firmierte fortan auch tschechisch als Teplická elektrářská a malodrážní společnost.
1934 wurde der Straßenbahnbetrieb auf dem innerstädtischen Halbring zwischen Wattstraße und Parkstraße eingestellt. 1936 wird die Strecke weiter verkürzt, die Linie verkehrt nun nur noch bis zum Neubad. Gleichzeitig wird auch die kurze Strecke vom Marienhof bis zum Bahnhof Schloßgarten nicht mehr bedient.

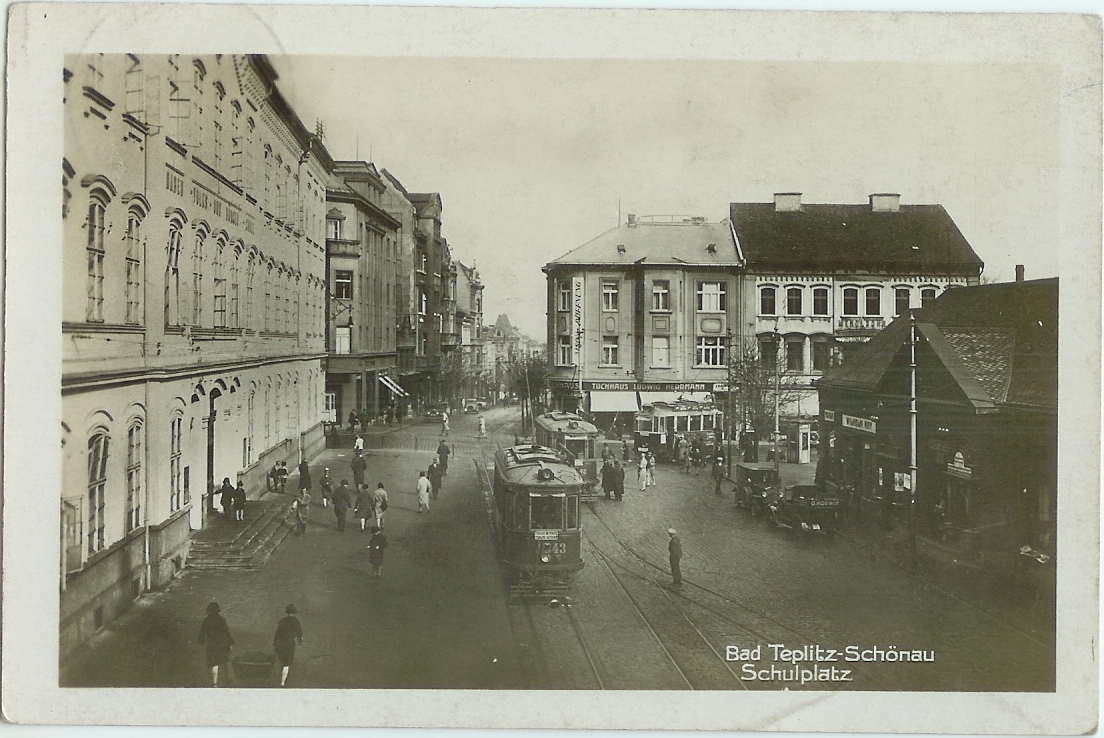
Knotenpunkt Schulplatz (1929)

Ab 1. Oktober 1938 lag das Sudetenland und damit auch Teplitz-Schönau infolge des Münchner Abkommens auf deutschem Staatsgebiet. Am Tag der Besetzung der Stadt durch die Wehrmacht wurde das im Deutschen Reich übliche Rechtsfahrgebot im Straßenverkehr und damit auch bei der Straßenbahn eingeführt. Die tschechischen Beschilderungen verschwanden wieder. Rechtlich kam nun die in Deutschland gültige Straßenbahn-Bau- und Betriebsordnung zur Anwendung, die zwingend Liniennummern vorsieht. Die Linie vom Bahnhof Settenz nach Eichwald trug ab 17. April 1939 die Nummer 1, die innerstädtische Linie vom Schulplatz bis zum Neubad die Nummer 2. Im Zuge des Reichsleistungsgesetzes kamen verschiedene gebrauchte Wagen von anderen deutschen Straßenbahnbetrieben nach Teplitz-Schönau, die den Fahrzeugbestand ergänzen sollten.

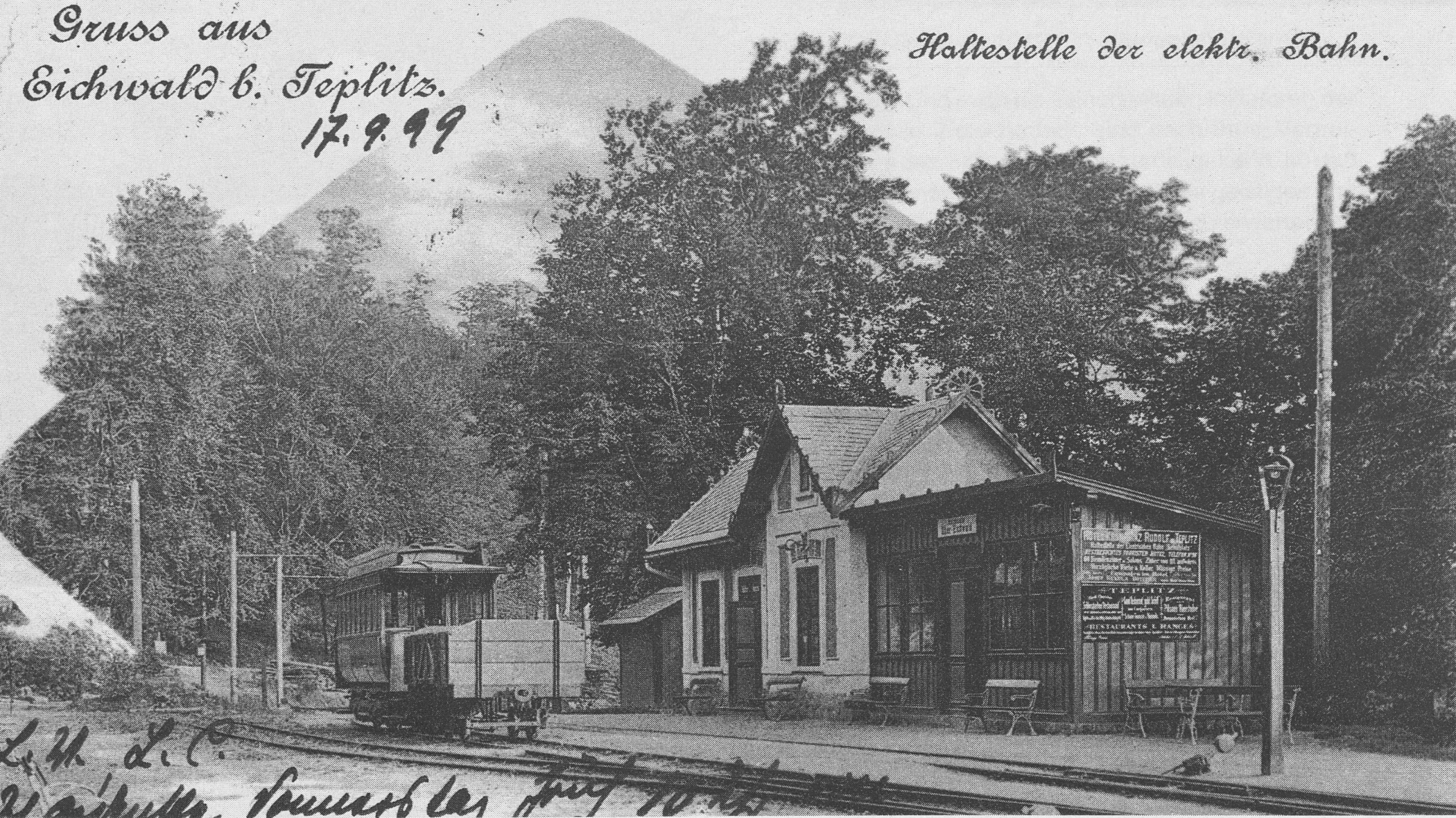
Ansicht der Endhaltestelle in Ober Eichwald (1899)

Am 8. Mai 1945 fiel Teplitz wieder an die Tschechoslowakei und ein großer Teil der deutschböhmischen Bewohner der Stadt wurde bis 1946 des Landes verwiesen. Es galten fortan nur noch die tschechischen Namen. Nach dem Februarumsturz von 1948 wurde die privatrechtlich als Aktiengesellschaft organisierte Verkehrsgesellschaft aufgelöst und formal in Staatseigentum überführt.

### Niedergang und Stilllegung

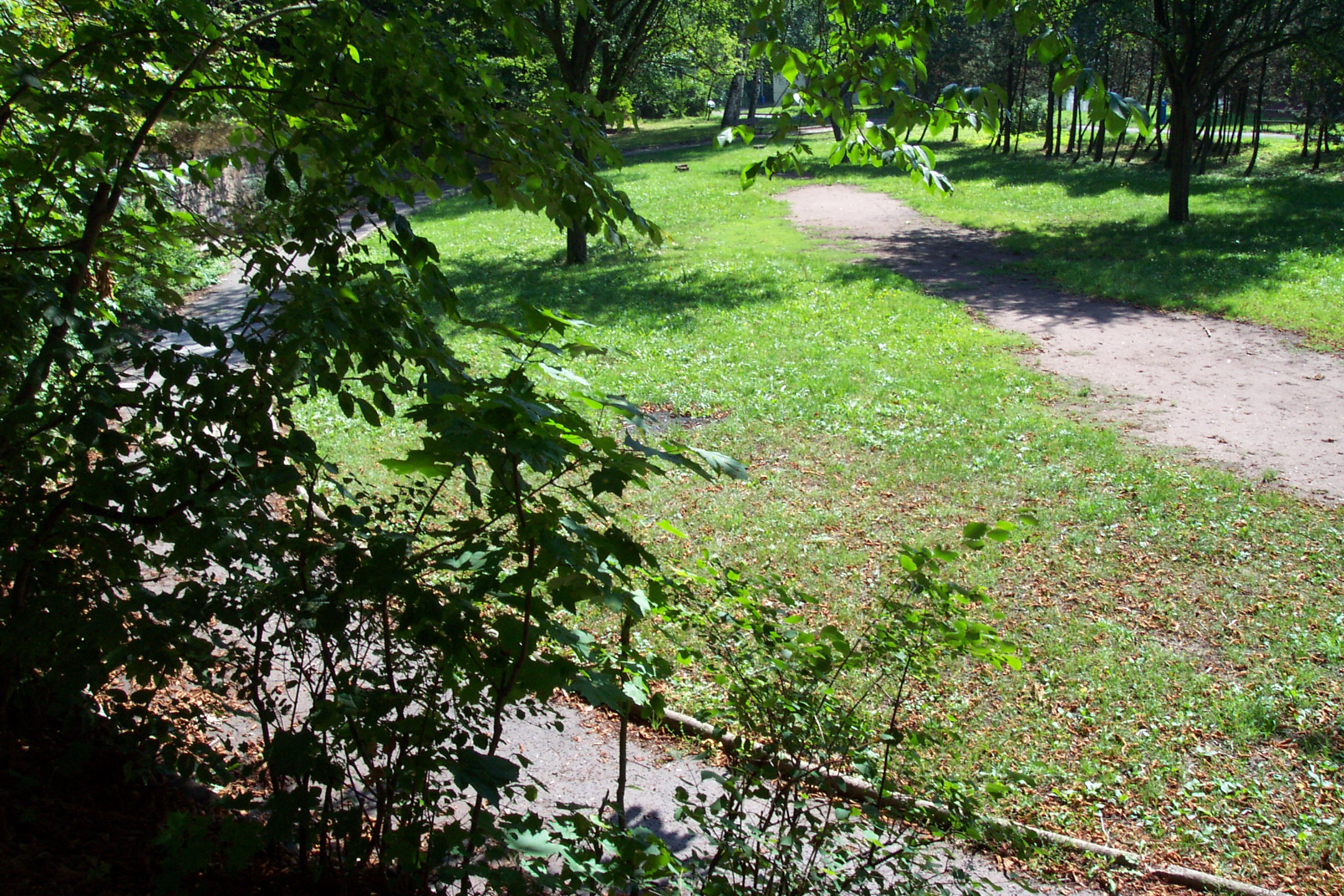
Park anstelle der früheren Endstelle Dubí (2006)

Unter tschechischer Verwaltung begannen schon bald nach Kriegsende konkrete Planungen für den Aufbau eines Oberleitungsbusnetzes, das die Straßenbahn ergänzen sollte. Straßenbahnbetrieb war nach diesem wegweisenden Konzept nur noch zwischen dem Schulplatz (ab 1945: náměstí Zd. Nejedlého) und Obereichwald (Horní Dubí) vorgesehen, alle anderen Abschnitte sollten aufgegeben und ausschließlich von Oberleitungsbussen bedient werden. In Auswirkung dieses Konzeptes wurde am 31. Dezember 1950 der Straßenbahnbetrieb vom Schulplatz zum Neubad endgültig eingestellt und durch den Oberleitungsbus ersetzt. Fast gleichzeitig begannen jedoch die Arbeiten zum zweigleisigen Ausbau des innerstädtischen Abschnittes von náměstí Zd. Nejedlého bis Trnovany, Městské sály. Nach Abschluss des Ausbaues verkehrte auf diesem Abschnitt die neue innerstädtische Linie 2.
Nur wenige Jahre später fiel die Entscheidung, den Straßenbahnbetrieb zugunsten des Oberleitungsbusses vollständig einzustellen. Ab 29. März 1956 verkehrte die Straßenbahn nur noch zwischen Trnovany, Městské sály und Horní Dubí. Der Verkehr zwischen Řetenice und Trnovany, Městské sály wurde von Oberleitungsbussen übernommen. Am 28. Februar 1959 wurde der Straßenbahnbetrieb endgültig eingestellt. Lediglich bis Novosedlice wurde die Linie später auf Oberleitungsbusbetrieb umgestellt, den Rest der Strecke ersetzte eine neue städtische Autobuslinie.
Nach der Einstellung wurden die verbliebenen Fahrzeuge an die benachbarten nordböhmischen Meterspurbetriebe in Most und Ústí nad Labem abgegeben, die Gleise und Anlagen wurden abgebaut. Heute erinnert nur noch der weiterhin für den Oberleitungsbus genutzte Betriebshof in Trnovany an den früheren Straßenbahnbetrieb. Auf dem Areal der Wendeschleife in Dubí befindet sich heute eine Parkanlage.

## Fahrzeuge

Wagen 24 und 26 sind Beiwagen der zweiten Bauserie von 1898. Wagen 24 ist zum Sommerwagen umgerüstet, Wagen 26 hat ein Postabteil. (1919)

Anfangs besaß die Teplitzer Straßenbahn elf zweiachsige Triebwagen und sechs geschlossene Beiwagen, die von der Grazer Waggonfabrik mit einer elektrischen Ausrüstung von AEG im Jahr 1895 geliefert worden waren. Die Triebwagen hatten offene Plattformen und boten 36 Fahrgästen Platz. Die Beiwagen konnten durch Herausnahme der Fenster zu Sommerwagen umgerüstet werden. Ein Teil der Triebwagen wurde nach 1918 zu Beiwagen umgebaut und ab den 1930er Jahren ausgemustert. Vier weitere Trieb- und Beiwagen mit gleichen Abmessungen, aber deutlich höherer Leistung lieferte die Grazer Waggonfabrik im Jahr 1898. Dazu kam 1900 noch ein weiterer Wagen mit etwas größerem Achsstand. Drei der Triebwagen erhielten zwischen 1918 und 1923 neue Wagenkästen, bis 1953 wurden sie ausgemustert. Jeweils zwei Beiwagen beider Serien kamen 1959 noch nach Ústí nad Labem.
Ringhoffer in Prag lieferte 1912 vier Triebwagen mit verglasten Plattformen und deutlich größerem Fassungsvermögen. Die Wagen mit einer elektrischen Ausrüstung von BBC und einer Leistung von 66 kW konnten 52 Fahrgäste befördern. Dazu kamen 1913 noch vier weitere Fahrzeuge mit elektrischer Ausrüstung von AEG, die einen kürzeren Wagenkasten aufwiesen. Mit Druckluftbremse ausgerüstet, waren sie insbesondere für den Einsatz auf der Außenstrecke nach Eichwald vorgesehen. Ein Betrieb mit zwei Beiwagen war zugelassen.
Im Jahr 1920 baute Ringhoffer vier Triebwagen mit vollständig geschlossenen Plattformen und Ausrüstung von AEG. Die Fahrzeuge hatten eine Leistung von 88 kW und waren für 69 Personen zugelassen. Danach beschaffte die TEKG lediglich noch drei neue Triebwagen, die 1930–32 von Královopolská (Brünn-Königsfelder Maschinenfabrik Lederer & Porges) gebaut wurden. Die Wagen beider Serien waren bis zuletzt im Einsatz und wurden 1959 nach Bratislava und Ústí nad Labem abgegeben.
Im Jahr 1939 wurden fünf gebrauchte Triebwagen von der Lokalbahn Mödling–Hinterbrühl und sechs Beiwagen von der Straßenbahn Koblenz übernommen. Dazu kamen 1941 noch drei Triebwagen aus Recklinghausen. Sie wurden fast alle schon nach kurzer Zeit an andere Straßenbahnbetriebe abgegeben oder verschrottet. Einer der Beiwagen aus Koblenz kam 1952 zur Waldbahn Hronec und war dort später für eine museale Erhaltung vorgesehen. Er fiel 1988 mit weiteren Fahrzeugen einem Brand im Dorfmuseum Kysuca zum Opfer.
Als letzte Fahrzeugneubeschaffung kamen ab 1952 fünf neue zweiachsige Straßenbahntriebwagen des Typs Tatra 6MT zum Einsatz, die von der Waggonfabrik Česká Lípa geliefert wurden. Zwei der Wagen wurden bereits 1956 nach Ústí nad Labem abgegeben, die drei anderen gingen 1959 nach Most.